# Telephone
Telephone is een nummer van de Amerikaanse zangeres Lady Gaga. Gaga had het nummer oorspronkelijk geschreven voor Britney Spears. Het nummer, een samenwerking met Beyoncé, werd op 26 januari 2010 uitgebracht als tweede single van haar derda EP The Fame Monster.
Het nummer verwoordt enerzijds Gaga's angst om te verdrinken in haar werk en zo geen tijd meer voor haarzelf over te houden. Anderzijds gaat het over de Amerikaanse jeugd die overspoeld wordt door informatie en technologie.

## Videoclip
Lady Gaga, gekleed in een zwart-wit gestreepte gevangenisjurk, wordt door twee bewakers naar haar cel in een vrouwengevangenis gebracht. Wanneer Gaga aankomt bij haar cel, wordt ze in de cel gegooid, scheuren de bewaaksters haar de kleren van het lijf en wordt naakt achtergelaten. Daarna klimt ze op de tralies waarop te zien is dat Gaga's borsten zijn afgeplakt met tape. Nadat de bewaaksters Gaga hebben opgesloten, zegt een van de twee bewaaksters: "Ik zei toch dat ze geen penis had." Dit als verwijzing naar de geruchten dat Lady Gaga een hermafrodiet zou zijn. In de volgende scène wordt Gaga door een bewaakster naar de binnenplaats van de gevangenis gebracht. Ze gaat daar op een bank zitten. Een van de medegevangenen loopt naar Gaga en begint haar te zoenen. Gaga weet haar telefoon te stelen. In de volgende scène breekt er binnen in de gevangenis een gevecht uit.Daarna gaat de telefoon. Gaga neemt op een begint meteen te zingen. Degene aan de telefoon is Beyoncé. Zij betaalt Gaga's borg zodat zij vrijkomt.Eerst volgt er nog een dansscène waarin Gaga en een paar danseressen in lingerie tussen de cellen staan te dansen. Daarna komt Gaga vrij waarna ze met Beyoncé, die haar buiten de gevangenis staat op te wachten, meegaat in de Pussy Wagon. Ze rijden naar een restaurant bij een tankstation. In dat restaurant vermoorden ze alle klanten waarna ze vluchten in de Pussy Wagon.

### Ontwikkeling
In januari 2010 werd de videoclip voor Telephone opgenomen, geregisseerd door Jonas Åkerlund. New York Magazine maakte bekend dat de clip een vervolg zou zijn op Paparazzi (waarin te zien was dat Lady Gaga werd veroordeeld voor moord) en dat Beyoncé uiteindelijk haar borg zou betalen. Ook werd door foto's bekend dat de auto waarin Uma Thurmans personage rijdt in Kill Bill, de 'Pussy Wagon', was gebruikt in de clip. De videoclip zou in eerste instantie in februari in première gaan, maar dit werd uiteindelijk opgeschoven naar 12 maart 2010.
Op 5 februari 2010 had Gaga een interview met Ryan Seacrest, een Amerikaans radio- en tv-host. Hierin verklaarde ze dat ze als klein kind er altijd erg van genoot als zich een grote muzikale gebeurtenis voordeed, en dat ze hoopte dat Telephone zoiets zou worden.

### Ontvangst
Telephone heeft in moreel opzicht tot nu toe al heel wat kritiek te verduren gekregen. De in Amerika zwaar gecensureerde versie van de video heeft daar flink wat stof doen opwaaien en werd veelal beoordeeld als te expliciet, geweldverheerlijkend en te homoseksueel. Ook zou de video te onrealistisch zijn en zou het een extreem slecht voorbeeld voor de jeugd zijn. Sandy Rios noemde de video bijvoorbeeld "smerig vergif voor de ogen van onze kinderen".
De video werd echter wel vrijwel unaniem positief ontvangen door critici. James Montogomery van MTV vond bijvoorbeeld dat Gaga hiermee een van de meest zeldzame posities heeft weten te bereiken in de popwereld, vlak bij die van Madonna en Michael Jackson. Matt Donnely van de Los Angeles Times noemde Telephone een "visueel feest, volgeladen met fantastische kostuums, vrouwengevechten, vergiftigde diners en bizarre hoofddeksels" en Monica Herrera zei dat de video "meer dan voldoet aan de hype".
Slechts enkelen hadden een andere mening over de video. Amy Odell van New York Magazine zei dat "Beyoncé de woede en krankzinnigheid onder haar perfect schijnheilige dekmantel veel beter weergeeft dan Gaga, waardoor zij een beetje naar de achtergrond gedrukt wordt, hoewel het haar show is". Tanner Stransky van Entertainment Weekly vond dat "Telephone de ongekend hoge kwaliteit van Bad Romance niet weet te overstijgen en dus ook niet aan de gigantische hype weet te voldoen." Toch vindt ze het "een aandachtige en vermakelijke kijkbeurt waard".

## Promotie

### Liveoptredens
| Datum            | Land                | Locatie                          |        |
| Europa           | Europa              | Europa                           | Europa |
| ---------------- | ------------------- | -------------------------------- | ------ |
| 16 februari 2010 | Verenigd Koninkrijk | BRITs 2010                       |        |
| 5 maart 2010     | Verenigd Koninkrijk | Friday Night with Jonathan Ross  |        |
| Azië             |                     |                                  |        |
| 16 april 2010    | Japan               | Music Station                    |        |
| Europa           |                     |                                  |        |
| 15 mei 2011      | Verenigd Koninkrijk | BBC Radio 1 Big Weekend          |        |
| Azië             |                     |                                  |        |
| 3 juli 2011      | Taiwan              | Lady Gaga Day                    |        |
| 7 juli 2011      | Singapore           | Singapore Showcase               |        |
| Oceanië          |                     |                                  |        |
| 13 juli 2011     | Australië           | Gaga Live at Sydney Monster Hall |        |
| Noord-Amerika    |                     |                                  |        |
| 3 december 2011  | Verenigde Staten    | KISS FM's Jingle Ball            |        |
| 9 december 2011  | Verenigde Staten    | Z100's Jingle Ball               |        |

### The Monster Ball Tour
| 18 februari 2010 t/m 6 mei 2011 | The Monster Ball Tour (arena shows) |

## Hitnoteringen

### Nederlandse Top 40
| Hitnotering: 30-01-2010 t/m 26-06-2010 | Hitnotering: 30-01-2010 t/m 26-06-2010 | Hitnotering: 30-01-2010 t/m 26-06-2010 | Hitnotering: 30-01-2010 t/m 26-06-2010 | Hitnotering: 30-01-2010 t/m 26-06-2010 | Hitnotering: 30-01-2010 t/m 26-06-2010 | Hitnotering: 30-01-2010 t/m 26-06-2010 | Hitnotering: 30-01-2010 t/m 26-06-2010 | Hitnotering: 30-01-2010 t/m 26-06-2010 | Hitnotering: 30-01-2010 t/m 26-06-2010 | Hitnotering: 30-01-2010 t/m 26-06-2010 | Hitnotering: 30-01-2010 t/m 26-06-2010 | Hitnotering: 30-01-2010 t/m 26-06-2010 | Hitnotering: 30-01-2010 t/m 26-06-2010 | Hitnotering: 30-01-2010 t/m 26-06-2010 | Hitnotering: 30-01-2010 t/m 26-06-2010 | Hitnotering: 30-01-2010 t/m 26-06-2010 | Hitnotering: 30-01-2010 t/m 26-06-2010 | Hitnotering: 30-01-2010 t/m 26-06-2010 | Hitnotering: 30-01-2010 t/m 26-06-2010 | Hitnotering: 30-01-2010 t/m 26-06-2010 | Hitnotering: 30-01-2010 t/m 26-06-2010 | Hitnotering: 30-01-2010 t/m 26-06-2010 | Hitnotering: 30-01-2010 t/m 26-06-2010 |
| Week                                   | 1                                      | 2                                      | 3                                      | 4                                      | 5                                      | 6                                      | 7                                      | 8                                      | 9                                      | 10                                     | 11                                     | 12                                     | 13                                     | 14                                     | 15                                     | 16                                     | 17                                     | 18                                     | 19                                     | 20                                     | 21                                     | 22                                     |                                        |
| -------------------------------------- | -------------------------------------- | -------------------------------------- | -------------------------------------- | -------------------------------------- | -------------------------------------- | -------------------------------------- | -------------------------------------- | -------------------------------------- | -------------------------------------- | -------------------------------------- | -------------------------------------- | -------------------------------------- | -------------------------------------- | -------------------------------------- | -------------------------------------- | -------------------------------------- | -------------------------------------- | -------------------------------------- | -------------------------------------- | -------------------------------------- | -------------------------------------- | -------------------------------------- | -------------------------------------- |
| Nummer                                 | 35                                     | 25                                     | 20                                     | 20                                     | 23                                     | 22                                     | 33                                     | 32                                     | 25                                     | 19                                     | 9                                      | 7                                      | 6                                      | 9                                      | 9                                      | 9                                      | 8                                      | 7                                      | 11                                     | 20                                     | 23                                     | 28                                     | uit                                    |

### NederlandseSingle Top 100
| Hitnotering: 27-03-2010 t/m 28-08-2010 | Hitnotering: 27-03-2010 t/m 28-08-2010 | Hitnotering: 27-03-2010 t/m 28-08-2010 | Hitnotering: 27-03-2010 t/m 28-08-2010 | Hitnotering: 27-03-2010 t/m 28-08-2010 | Hitnotering: 27-03-2010 t/m 28-08-2010 | Hitnotering: 27-03-2010 t/m 28-08-2010 | Hitnotering: 27-03-2010 t/m 28-08-2010 | Hitnotering: 27-03-2010 t/m 28-08-2010 | Hitnotering: 27-03-2010 t/m 28-08-2010 | Hitnotering: 27-03-2010 t/m 28-08-2010 | Hitnotering: 27-03-2010 t/m 28-08-2010 | Hitnotering: 27-03-2010 t/m 28-08-2010 | Hitnotering: 27-03-2010 t/m 28-08-2010 | Hitnotering: 27-03-2010 t/m 28-08-2010 | Hitnotering: 27-03-2010 t/m 28-08-2010 | Hitnotering: 27-03-2010 t/m 28-08-2010 | Hitnotering: 27-03-2010 t/m 28-08-2010 | Hitnotering: 27-03-2010 t/m 28-08-2010 | Hitnotering: 27-03-2010 t/m 28-08-2010 | Hitnotering: 27-03-2010 t/m 28-08-2010 | Hitnotering: 27-03-2010 t/m 28-08-2010 | Hitnotering: 27-03-2010 t/m 28-08-2010 | Hitnotering: 27-03-2010 t/m 28-08-2010 | Hitnotering: 27-03-2010 t/m 28-08-2010 |
| Week                                   | 1                                      | 2                                      | 3                                      | 4                                      | 5                                      | 6                                      | 7                                      | 8                                      | 9                                      | 10                                     | 11                                     | 12                                     | 13                                     | 14                                     | 15                                     | 16                                     | 17                                     | 18                                     | 19                                     | 20                                     | 21                                     | 22                                     | 23                                     |                                        |
| -------------------------------------- | -------------------------------------- | -------------------------------------- | -------------------------------------- | -------------------------------------- | -------------------------------------- | -------------------------------------- | -------------------------------------- | -------------------------------------- | -------------------------------------- | -------------------------------------- | -------------------------------------- | -------------------------------------- | -------------------------------------- | -------------------------------------- | -------------------------------------- | -------------------------------------- | -------------------------------------- | -------------------------------------- | -------------------------------------- | -------------------------------------- | -------------------------------------- | -------------------------------------- | -------------------------------------- | -------------------------------------- |
| Nummer                                 | 12                                     | 11                                     | 12                                     | 10                                     | 16                                     | 14                                     | 16                                     | 12                                     | 13                                     | 19                                     | 33                                     | 36                                     | 38                                     | 50                                     | 54                                     | 70                                     | 60                                     | 63                                     | 58                                     | 68                                     | 71                                     | 71                                     | 83                                     | uit                                    |

### VlaamseUltratop 50
| Hitnotering: 20-03-2010 t/m 07-08-2010 | Hitnotering: 20-03-2010 t/m 07-08-2010 | Hitnotering: 20-03-2010 t/m 07-08-2010 | Hitnotering: 20-03-2010 t/m 07-08-2010 | Hitnotering: 20-03-2010 t/m 07-08-2010 | Hitnotering: 20-03-2010 t/m 07-08-2010 | Hitnotering: 20-03-2010 t/m 07-08-2010 | Hitnotering: 20-03-2010 t/m 07-08-2010 | Hitnotering: 20-03-2010 t/m 07-08-2010 | Hitnotering: 20-03-2010 t/m 07-08-2010 | Hitnotering: 20-03-2010 t/m 07-08-2010 | Hitnotering: 20-03-2010 t/m 07-08-2010 | Hitnotering: 20-03-2010 t/m 07-08-2010 | Hitnotering: 20-03-2010 t/m 07-08-2010 | Hitnotering: 20-03-2010 t/m 07-08-2010 | Hitnotering: 20-03-2010 t/m 07-08-2010 | Hitnotering: 20-03-2010 t/m 07-08-2010 | Hitnotering: 20-03-2010 t/m 07-08-2010 | Hitnotering: 20-03-2010 t/m 07-08-2010 | Hitnotering: 20-03-2010 t/m 07-08-2010 | Hitnotering: 20-03-2010 t/m 07-08-2010 | Hitnotering: 20-03-2010 t/m 07-08-2010 | Hitnotering: 20-03-2010 t/m 07-08-2010 |
| Week                                   | 1                                      | 2                                      | 3                                      | 4                                      | 5                                      | 6                                      | 7                                      | 8                                      | 9                                      | 10                                     | 11                                     | 12                                     | 13                                     | 14                                     | 15                                     | 16                                     | 17                                     | 18                                     | 19                                     | 20                                     | 21                                     |                                        |
| -------------------------------------- | -------------------------------------- | -------------------------------------- | -------------------------------------- | -------------------------------------- | -------------------------------------- | -------------------------------------- | -------------------------------------- | -------------------------------------- | -------------------------------------- | -------------------------------------- | -------------------------------------- | -------------------------------------- | -------------------------------------- | -------------------------------------- | -------------------------------------- | -------------------------------------- | -------------------------------------- | -------------------------------------- | -------------------------------------- | -------------------------------------- | -------------------------------------- | -------------------------------------- |
| Nummer                                 | 34                                     | 2                                      | 1                                      | 1                                      | 1                                      | 1                                      | 1                                      | 2                                      | 2                                      | 2                                      | 3                                      | 6                                      | 9                                      | 13                                     | 23                                     | 23                                     | 24                                     | 39                                     | 40                                     | 48                                     | 50                                     | uit                                    |